# Brong-Konföderation

Der Kernbereich der Ashanti-Nation (grüne Markierung) und die angrenzenden Regionen der Brong-Konföderation (rote Markierung) zu Beginn der 1890er Jahre.

Die Brong-Konföderation war ein politischer Zusammenschluss mehrerer Staaten und lokaler Regionen im Gebiet des heutigen Ghana, der von Mai 1881 an bis Mitte der 1890er existiert hat. Dieser Zusammenschluss war in erster Linie ein militärisches Verteidigungsbündnis mit dem Zweck, eventuellen Rückeroberungsversuchen eines wiedererstarkenden Aschantireiches besser entgegentreten zu können. Die Brong-Konföderation ist im Wesentlichen aus den Staaten der sogenannten „Nordost-Allianz“ hervorgegangen, die 1875 nach der Niederlage Asantes im Angloaschantischen Krieg 1869–1874 als Verteidigungsbündnis der früheren Nordostprovinzen Asantes entstanden war.
Als „Brong“ werden in der Twi-Sprache alle „nicht-waldlandbewohnenden“ Akan bezeichnet. Dabei bezieht sich dieser Begriff jedoch nur auf die Akan in den Savannengegenden nördlich des Regenwaldgürtels. Für Akan-Völker an der Meeresküste wird dieser Begriff nicht verwendet. Die Bezeichnung Brong-Konföderation rührt daher, dass die Bevölkerung in den meisten Gegenden der nördlichen und nordöstlichen Peripherie zum aschantischen Kernland mehrheitlich von Akan gebildet wird.
Mitglieder der Brong-Konföderation waren anfänglich Atebubu, Abeasi, Kete-Kratschi, Buëm und einige Fraktionen aus Kwahu, sowie die weiter nördlich gelegenen Bereiche um Gwandijiowa, Yeji und Salaga. Später kam Nkoranza dazu. Die politische Führung der Konföderation lag in den Händen des „Dente Bosomfo“ und des Königs von Atebubu.

## Vorgeschichte

### Nordost-Allianz
Mit der Zerstörung des Aschanti-Reiches, der Entthronung des Aschanti-Königs und dem Niederbrennen von Kumasi durch die Briten im Jahre 1874, begann auch Dwaben unter der Führung des „Dwabenhene“ mit einer offenen antiaschantischen Rebellion, vornehmlich um sich der Kontrolle seitens der nunmehrigen probritischen Aschanti-Regierung aus Kumasi für die Zukunft dauerhaft zu entziehen. Der Dwabenhene erklärte kurzerhand die Unabhängigkeit seines Einflussgebietes gegenüber der bisherigen aschantischen Konföderation. Der Aufstand erfasste schnell die gesamte Region. Auch die Kratschis und zahlreiche andere Gruppen der nordöstlichen Peripherie des früheren Aschanti-Reiches, einschließlich Salaga, Atebubu, Yeji, Buëm und auch einige Fraktionen aus Nsuta und Kwahu schlossen sich den Dwabens an, mit denen man sich zu einer gemeinsamen „nordöstlichen Allianz“ zusammenschloss. Aschantische Beamte, welche in den nordöstlichen Provinzstädten des früheren Aschantireiches im offiziellen staatlichen Auftrag stationiert waren, wie z. B. zur Steuereintreibung, zur Grenzkontrolle oder zu politischen Zwecken, wurden kurzerhand ermordet. Das gleiche Schicksal ereilte aber auch ganz normale Händler und Handwerker, deren Herkunft nach Kumasi oder in das Stammland von Asante wies.
Um die Rebellion niederzuschlagen, marschierte daraufhin eine Aschanti-Armee am 12. September 1875 in Dwaben ein. Der Sieg war schnell errungen und die Rebellenführer in die Flucht getrieben. Sie flüchteten vornehmlich nach Süden ins britische Protektoratsgebiet, da hier nach ihrer Ansicht eine größtmögliche Sicherheit vor aschantische Übergriffe gegeben war. Der Dwabenhene selbst war jedoch bei dieser Aktion gefangen genommen worden und wurde nach Kumasi gebracht. Zahlreiche Einwohner von Dwaben verließen jedoch im Zuge der Ereignisse das Land in südöstlicher Richtung, um zu ihren Landsleuten und Verwandten nach „Neu-Dwaben“ zu stoßen. Nach der Verschleppung des Königs übernahm der König von Obodomase die politische Führung des Dwaben-Landes.
Was Nsuta anbelangte, so unternahm man nach der Niederlage von Dwaben einige Anstrengungen, die offizielle Gefolgschaft zu Asante wiederherzustellen. Die anderen Völker der Nordost-Allianz verweigerten jedoch ein solches. Aschantische Botschafter, die daraufhin ausgesandt wurden, um die politischen Führer dieser Regionen zu einer friedlichen Rückkehr in die aschantische Konföderation zu überreden, wurden alle bei verschiedenen Gelegenheiten ermordet, bis schließlich Kumasi keine mehr entsandte.
Mit der Errichtung der „Nordost-Allianz“ von 1875 war allerdings Asante von jenen Karawanenrouten abgeschnitten, welche über Salaga in Richtung Niger liefen. Bereits im Jahre 1874 hatte der König von Atebubu, Gyan Kwaku, es sämtlichen Händlern aus Städten, welche sich loyal zu Kumasi erklärten, bei Androhung der Todesstrafe verboten, sein Land zu durchqueren, um mit Salaga und von hier aus mit dem Inneren von Afrika Handel zu treiben. Auch war seitens des „Dente Bosomfo“ in Kete-Kratschie 1875 ein Waffenembargo gegen Asante organisiert worden. Dies zielte insbesondere auf europäische Firmen, die von Accra aus mit Hilfe von Accras und Adas über den Volta das nunmehrige probritische Asante mit Waffen und Munition belieferten. Auch nördlich vom Kratschi-Land kontrollierten die Ntwumuru die Handelswege und durchsuchten jede Kiste und jeden Sack der reisenden Händler nach Schmuggelware für Asante „auf Befehl von Dente“, wie sie sagten. Die einzige intakte Handelsverbindung zum Transsaharahandel im Norden, die Asante nach 1874 noch geblieben war, war jene über Kintampo. Alle anderen Handelswege waren von Feinden blockiert.

### Britischer Vorstoß ins Landesinnere
Die Briten schufen mit Wirkung vom 2. September 1880 ihren „Volta River District“ und errichteten damit die britische Jurisdiktion über Krobo, Akwapim, Shai und Krepi und andere Staaten. Damit kamen zunächst auch Kete-Kratschi und Buëm unter britischen Einfluss. Die Briten übten in ihrem „Volta River District“ jedoch lediglich die Jurisdiktion aus, die übrige staatliche Oberhoheit verblieb auch weiterhin in den Händen der bisherigen einheimischen Autoritäten. Seitens der Einheimischen versprach man sich dadurch einen besseren Schutz gegenüber künftigen aschantischen Eroberungsversuchen. Ein gleichzeitiges Ersuchen der Kwahu-Nation hinsichtlich einer Aufnahme in das britische Protektoratsgebiet wurde jedoch abgelehnt.

## Gründung der Brong-Konföderation
Trotz der blockierten Handelsrouten erstarkte Asante nach 1874 langsam wieder zu jener Prosperität und Stärke, die einst das Bild des Vorkriegs-Asantes geprägt hatten. So fühlte sich im Jahre 1880 der Asantehene Mensah Bonsu politisch stark genug, hinsichtlich einer Wiedereröffnung der östlichen Handelsrouten aktiv zu werden und Stärke zu zeigen und gleichzeitig eine Wiedergewinnung der verlorenen Nordost-Provinzen ins Auge zu fassen. So ließ der Asantehene eine Botschaft an den „Dente Bosomfo“, Kwasi Gyantrubi, gehen, in welcher er die Rückkehr eines in Kratschi lebenden Nsuta-Prinzen forderte. Aus den heute zur Verfügung stehenden Quellen wird nicht ganz klar, ob es auch der wirkliche Wunsch der benannten Person war, in das zum damaligen Zeitpunkt proaschantische Nsuta zurückzukehren oder ob dies nur ein propagandistischer Schachzug des Aschantikönigs war. Aber dass der übermächtige „Dente Bosomfo“ den Nsuta-Leuten die Rückkehr verweigerte, ist auch bei späterer Gelegenheit mehrfach von aschantischer Seite als Beschwerde vorgebracht worden.
Die Botschaft des Aschanti-Königs alarmierte sämtliche Führungspersönlichkeiten der früheren Nordost-Allianz. Wie es schien, stand eine Aschanti-Invasion unmittelbar bevor, für deren Rechtfertigung man nur nach einem Grund suchte. Das Ergebnis war, dass bei einer Zusammenkunft der wichtigsten Häuptlinge und Könige der Nordost-Allianz in Dentemanso im Mai 1881 mit einem gemeinsamen heiligen Eid vor dem Gott Dente eine neue antiaschantische Defensivallianz gegründet wurde, d. h. man erneuerte die alte Allianz auf der Grundlage eines gemeinsamen Eides mit gleichzeitiger göttlicher Bestätigung. Die „Brong-Konföderation“ war geboren.

## Umwälzungen in Asante

### Volksaufstand
Anfang 1883 kommt es in Asante zu einer öffentlichen Empörung, die sich schnell im gesamten Aschanti-Land zu einem allgemeinen Aufstand gegen die Regierung in Kumasi ausweitete. Auslöser der Empörung war eine erhebliche Anhebung der Steuern durch den Asantehene sowie die von ihm veranlasste Ahndung von geringfügigen Vergehen mittels exzessiv hoher Geldstrafen. Eine führende Rolle bei dem Aufstand spielte die „Kumasi Nkwankwaa“. Der „Nkwankwaa“ gelang es dabei nicht nur, die breite Masse der „Ahiafo“ für den Aufstand zu mobilisieren, ihnen war es auch gelungen, ein Bündnis mit der aschantischen „Asikafo“ im Kampf gegen die Regierung zu bilden.
Die Asikafo sah vor allem ihre ökonomischen Positionen durch die strengen Maßnahmen von Mensah Bonsu und überhaupt dessen Regierungssystem behindert, wenn nicht sogar bedroht. Der Staatsstreich glückte. Am 8. März 1883 wurden schließlich der Asantehene und seine Regierung für abgesetzt erklärt. Die Regierung übernahm der „Kwasafohyiamu“, der „Rat der gewöhnlichen Leute und der Häuptlinge“, welcher die Regierungsgeschäfte bis zur Wahl eines neuen Asantehenes ausüben sollte.

### Beginn eines Bürgerkrieges
Jedoch bricht hinsichtlich der Nachfolge im Amt des Asantehene zwischen den Parteien der beiden Kandidaten für eine mögliche Nachfolge, Kwaku Dua Kumah und dem bereits 1874 entthronten Asantehene Kofi Karikari, ein bewaffneter Konflikt aus. Kofi Karikari wurde dabei insbesondere vom Mamponghene und vom Nsutahene unterstützt.

### Britischer Versuch einer Einflussnahme
Die Asante-Häuptlinge hielten es schließlich für ratsam, eine Botschaft an den britischen Gouverneur gehen zu lassen, in welcher man um Unterstützung bei der Unterdrückung des Bürgerkrieges bat. Man äußerte gegenüber dem Gouverneur die Bitte, die beiden Streitparteien anzuhören und ein Urteil zugunsten eines der beiden rivalisierenden Kandidaten zu sprechen. In dieser Hinsicht schlug man die Einrichtung eines entsprechenden Gerichtes vor, das in Prahsue an der britisch-aschantischen Grenze stattfinden solle.
Das britische Gouvernement entsandte daraufhin Captain Barrow nach Asante zu einer ersten Kontaktaufnahme in dieser Angelegenheit, Captain Brandon Kirby begleitete ihn dabei als „Assistant Inspector“. Anfang April 1883 trafen die beiden Offiziere in Kumasi ein, wo man sich etwa fünf Wochen lang aufhielt und Gespräche mit verschiedenen Persönlichkeiten in und um Kumasi führte. Kirby erwähnt in diesem Zusammenhang, dass er auch mit dem 1874 entthronten König Kofi Karikari gesprochen habe. Dieser habe ihm gegenüber sogar eingeräumt, dass, obwohl er einst weiße Gefangene gehabt hatte und gegen weiße Soldaten gekämpft habe, er, Kirby, jedoch der erste Weiße sei, mit dem er spreche. Die Botschaft des Gouverneurs an die Aschanti war eindeutig: Er erkläre sich bereit, die Ansprüche eines jeden zu beurteilen, sofern die Kontrahenten die Waffen niederlegen würden. Die Aschanti akzeptierten und zunächst kehrte allgemeine Ruhe ein. Die Bevölkerung nutzte die Zeit, um die zahlreichen Zerstörungen, wie sie im Laufe des Konfliktes besonders in und um Kumasi entstanden waren, wieder zu beseitigen.

### Erneute Auseinandersetzungen
Trotz der britischen Vermittlungsbemühungen eskalierte der Bürgerkrieg erneut. Während des Augustes 1883 wurden mehrere Schlachten zwischen den bewaffneten Anhängern beider Parteien ausgefochten. Am Ende unterlag jedoch die Partei des Kofi Karikari. Sein Unterstützer, der Mamponghene Kwame Adwetewa, wurde in der Schlacht getötet, Nsutahene Yaw Akoma beging Selbstmord. Aus Angst vor Vergeltungsaktionen flohen viele Einwohner Nsutas in östlicher Richtung.
Am 27. April 1884 wurde daraufhin Kwaku Dua Kumah unter dem Namen Kwaku Dua II. als neuer Asantehene inthronisiert. Allerdings verstarb er bereits 71 Tage später, am 7. Juli 1884, an Pocken. Auch sein Konkurrent und Widersacher, Kofi Karikari, verstarb am 24. Juni 1884.
Erneut kam es zu Streitigkeiten um die Nachfolge zwischen zwei Kontrahenten und deren Unterstützern. Hier war zum einen Yaw Atwereboanna, der die Hauptfraktionen aus Mampong, Nsuta, Agona und Kokofu als Unterstützer hinter sich hatte und zum anderen Agyeman Prempeh, der ebenfalls Ansprüche auf die Königswürde erhob. An die Wahl eines neuen Asantehene war zunächst nicht zu denken.
Der Konflikt eskalierte und ging 1887 für kurze Zeit in einen bewaffneten Kampf über. Im Juli 1887 vereinbarten jedoch beide Seiten einen Waffenstillstand und man willigte in friedliche Verhandlungen ein, bei denen die Nachfolge geklärt werden sollte. Schließlich schien man bei den Verhandlungen übereingekommen zu sein, dass Agyeman Prempeh die Nachfolge als Asantehene antreten solle. Jedoch hielten sich die Städte Mampong, Kokofu und Nsuta, welche zuvor Yaw Atwereboanna unterstützt hatten, mit ihrer Anerkennung von Agyeman Prempeh als neuen Asantehene zurück.
Gleichzeitig erschien im September 1887 eine Gesandtschaft aus Nsuta beim britischen Gouverneur in Accra und bat um die Repatriation (Rücküberstellung) der Königinmutter des Nsutahene, Abena Siabura, nach Nsuta, welche im Jahre 1883 nach Kete-Kratschi geflüchtet war. Auch führte man in diesem Zusammenhang aus, dass bereits 100 britische Schillinge an den „Dente Bosomfo“ Kwasi Gyantrubi gesandt worden seien, damit er sie gehen lasse. Der „Dente Bosomfo“ hätte sich jedoch geweigert, eine Rückkehr der Königinmutter nach Nsuta zu gestatten. Dem britischen Gouverneur White kam die Sache jedoch verdächtig vor und er bezweifelte, dass die Nsuta-Boten die volle Wahrheit gesagt hätten. Vielleicht wolle ja die Königinmutter gar nicht zurückkehren, so der Eintrag im „Palaver Book“ vom 26. September 1887.

## Asante und die Brong-Konföderation

### Politische Entwicklungen
Obwohl die Wahl hinsichtlich des neuen Asantehene auf Agyeman Prempeh gefallen war, hatten sich Mampong, Kokofu und Nsuta mit ihrer Anerkennung zunächst zurückgehalten. Am 26. März 1888 wurde schließlich Agyeman Prempeh als neuer Asantehene Prempeh I. inthronisiert. Kurze Zeit später begann jedoch die Verweigerer-Partei erneut mit feindseligen Handlungen gegen die aschantische Regierung. Diese antwortete mit einer Militärexpedition. Die Truppen der Verweigererpartei unterlagen und im Juni 1888 war Kokofu von der Aschanti-Armee besetzt. Auch der Mamponghene Owusu Sekyere und auch Nsutahene Kwaku Dente waren beide Ende 1888 militärisch besiegt. Sie flohen in das Gebiet der Brong-Konföderation, wo ihnen „Dente Bosomfo“ Kwasi Gyantrubi sogar Siedlungsland anbot und ihnen Unterstützung im Kampf gegen Kumasi zusicherte. Kwasi Gyantrubi war sich dabei voll bewusst, welchen Konflikt er damit heraufbeschwor, aber er war auch gut vorbereitet. Für Asantehene Agyeman Prempeh war dies ein willkommener Anlass, eine Invasion in die abtrünnigen Nordprovinzen ins Auge zu fassen.
Der britische Gouverneur in Accra, der in dieser Angelegenheit im Vorfeld konsultiert worden war, hatte den „Dente Bosomfo“ zwar ermutigt, den Flüchtlingen Land zu geben, aber vor einer Eskalation der Kämpfe gewarnt. Auch bot der Gouverneur den beiden flüchtigen Königen britischen Schutz an innerhalb des Territoriums der Goldküstenkolonie, aber sowohl der Mamponghene als auch der Nsutahene lehnten dies ab und entschieden sich „die Kumasi-Leute weiter zu bekämpfen“.
Von Atebubu aus begannen im September 1889 der Mamponghene und der Nsutahene mit ihren Gefolgsleuten einen Angriff auf die Ashanti-Streitmacht. Der Vorstoß endete mit einem bitteren Fiasko für die Rebellen. Zahlreiche Gefolgsleute der beiden Rebellenkönige schlichen sich angesichts einer hoffnungslosen Lage heimlich davon und machten ihren eigenen Frieden mit dem Asantehene.
Einige Zeit nach dem gescheiterten Angriff starb der im Gebiet der Brong-Föderation im Exil lebende Nsutahene Kwaku Dente. Nachfolger und neuer König von Nsuta wurde, wenngleich auch ebenfalls im Brong-Exil lebend, Adu Agyei II.
Mit der Wiederherstellung allgemeiner friedlicher Bedingungen in Asante war auch ein Wiedererstarken des aschantischen Staates zu verzeichnen, vor allem was den Staatsapparat und dessen politische Macht anbelangte. Die Vorteile, welche die Brong-Konföderation bislang bei den Aschanti-Flüchtlingen attraktiv gemacht hatte, verblassten dagegen immer mehr. Dazu trug nicht zuletzt auch die Regierung des „Dente Bosomfo“ bei, dessen Innenpolitik auf lokaler Ebene besonders von einer exzessiven Besteuerung und von einer strengen Regulierung in vielen Bereichen geprägt war. So ließ er bspw. aus den Handelskarawanen Sklaven herausziehen (als eine Art „Handelserlaubnisgebühr“), was ihn bei den Händlern nicht gerade beliebt machte. Obwohl politisch unabhängig und bisher von einer Aschanti-Attacke verschont geblieben, verlor die Brong-Konföderation bei den hier lebenden Ashantis, auch wenn diese bislang hinsichtlich einer Rückkehr in die Heimat eher zögerlich gewesen waren, zunehmend an Attraktivität. Immer mehr der Exil-Aschanti brachen auf und kehrten in ihre alte Heimat zurück.
Anfang 1890 kam es zu Spannungen zwischen dem neuen Nsutahene Adi Agyei und den Führern der Brong-Konföderation. Der Grund dafür war, dass die in und um Atebubu lebenden Nsuta, zumindest die meisten von ihnen, sich weigerten, die von ihnen verlangten Steuern und Abgaben an den Atebubuhene abzuführen, damit dieser sie nach Kratschi weiterleiten konnte. Infolgedessen machte Nsutahene Adi Agyei seinen Frieden mit Prempeh und kehrte mit vielen seiner Gefolgsleute nach Asante zurück. Nur wenige, hartnäckige Dissidenten verblieben in Atebubu, unter ihnen ein Nsuta-Häuptling namens Yaw Effrim.
Auch die Briten öffneten sich nunmehr in Richtung Asante und Gouverneur Griffith unterbreitete, ohne jedoch hierfür die Zustimmung aus dem Londoner Colonial Office erhalten zu haben, den Aschanti das Angebot, Asante unter britischer Schutzherrschaft zu nehmen. Daraufhin wurde die Allgemeine Versammlung aller Häuptlinge der Amanto-Staaten einberufen. Über einen Zeitraum von mehr als sechs Wochen saß man fast täglich zusammen, um über den Vorschlag zu beraten. H. M. Hill, der die britische Delegation nach Kumasi anführte, erwähnte im Anschluss, dass die Versammlung in ihrer Meinung sehr gespalten gewesen war. Weiteres ist über diese Sache jedoch nicht bekannt, wahrscheinlich hatten die Aschanti letzten Endes den Vorschlag abgelehnt.

### Buëm-Krise
Die Buëm führten 1891 Krieg gegen die benachbarten Domaben. Da die Buëm aber Mitglieder der Brong-Konföderation waren, war die zentrale Persönlichkeit der Brong-Konföderation, der „Dente Bosomfo“ in Kete-Kratschi sehr aufgebracht darüber, dass die Buëm diesen Schritt ohne seine zuvorige Zustimmung gewagt hatten. „Dente Bosomfo“ Kwasi Gyantrubi verlangte daher Strafgelder von den Boëm und drohte ihnen mit Krieg für den Fall der Nichtzahlung. Die Buëm beteiligten sich daraufhin nicht mehr an gemeinsame Aktionen der Brong-Konföderation.

### Sonderfall Nkoranza
Nkoranza war bis 1874 eine der nördlichen Provinzen von Asante. Nach dem Untergang des Aschanti-Reiches 1874 war Nkoranza eine der Brong-Provinzen, die als unabhängige Staaten weiterexistierten, nachdem man sich von den neuen Machthabern in Kumasi losgesagt hatte. Aber Nkoranza hatte sich 1875 nicht der „Nordost-Allianz“ angeschlossen, wie etwa sein östlicher Nachbar Atebubu, und war auch nach der Gründung der Brong-Konföderation 1881 zu dieser auf Distanz geblieben. Man stand zwar loyal zum Asantehene, aber man betrachtete sich eher als unabhängiger Bündnispartner als ein Bestandteil des aschantischen Reiches. Allerdings hatte man zur Zeit der Regierung des Kwasi Poku als Nkoranzahene, d. h. während des Bürgerkrieges von 1888, den frisch inthronisierten Asantehene mit Truppen im Kampf gegen den Mamponghene unterstützt.
Im September 1888 beging jedoch Kwasi Poku Selbstmord, um einer drohenden Entthronung zu entgehen. Sein Nachfolger als Nkoranzahene wurde Kofi Fa. Dieser weigerte sich jedoch, den Treueeid gegenüber dem Asantehene zu schwören und einige aschantische Flüchtlinge, welche in seinem Land Zuflucht gefunden hatten, nach Asante auszuliefern, wie dies aus Kumasi gefordert wurde. Obwohl anfänglich auf diplomatischer Ebene um Aussöhnung bemüht, sah sich der Aschanti-König Anfang 1892 zur Vorbereitung einer Militärexpedition gegen Nkoranza veranlasst. Im Mai 1892 berichtete man, dass diese Vorbereitungen äußerst umfassend seien und dass die Aschanti es gleichzeitig ins Auge gefasst hätten, dem geplanten Unternehmen auch gleich die Unterwerfung der übrigen abtrünnigen Brong-Völker folgen zu lassen, vor allem aber von Atebubu. Zum Befehlshaber der hierzu aufgestellten Aschanti-Armee wurde der „Kumasi Bantamahene“ ernannt.

### Allgemeine Kriegsvorbereitungen
Die Kriegsvorbereitungen Asantes blieben auch dem Nkoranzahene nicht verborgen und so sandte er 12 Sklaven nebst einiges Gold an den „Dente Bosomfo“ mit der Bitte um Aufnahme in seine Konföderation und der Bitte um Hilfe. Der Hohepriester sandte dem Nkoranzahene einige Dente-Amulette und eine Ladung Schießpulver zurück als symbolischen Willkommensgruß.
Auch in Atebubu war man sich der drohenden Gefahr bewusst. Allerdings hatte man hier am 25. November 1890 einen Protektoratsvertrag mit den Briten geschlossen und war in das Schutzgebiet der britischen Goldküstenkolonie integriert worden. Dennoch gehörte Atebubu politisch auch weiterhin zur Brong-Konföderation, obgleich das gesamte linke Voltaufer südlich der Dako-Mündung und die sich dahinter erstreckenden Gegenden (und somit auch Kete-Kratschi und die Buëm-Region), seit dem 5. Juli 1884 zum deutschen Schutzgebiet Togo gehörten. Da nun zum britischen Schutzgebiet gehörig bat der König von Atebubu beim britischen Gouverneur um Beistand hinsichtlich des bevorstehenden Angriffs auf Nkoranza. Gouverneur Griffith weigerte sich jedoch, zu diesem Zeitpunkt militärische Hilfe zu entsenden. Daraufhin trat auch der „Dente Bosomfo“ selbst in Kontakt zum Gouverneur in Accra und erbat, wenn er schon keine Hilfe bekommen könne, so doch wenigstens einen Ratschlag in der Vorgehensweise hinsichtlich des bevorstehenden Angriffs auf Atebubu. Da die Angelegenheiten des „Dente Bosomfo“ jedoch in die deutsche Zuständigkeit fielen, war die Antwort des Gouverneurs entsprechend. Er könne Nkoranza oder den Atebubus Unterstützung geben, wenn er es wolle, aber das sei allein die Angelegenheit der Kratschis und man werde in keiner Weise in ihre Entscheidungen eingreifen. Man gab damit zu verstehen, dass die Kratschis keinerlei Recht hätten, mit den Vertretern der britischen Krone überhaupt zu verhandeln und man es daher ablehne, Politik oder gar Militäraktionen mit dem „Dente Bosomfo“ zu erörtern. Dies war quasi ein diplomatischer Rauswurf, der allerdings gleichzeitig eine stillschweigende Billigung des zu-den-Waffen-Greifens der Brong und einer Kratschi-Militärhilfe für das unter britischer Schutzherrschaft stehende Atebubu beinhaltete.
Die Kratschis begannen, sich auf den Krieg vorzubereiten. Der im Brong-Exil lebende Mamponghene, Owusu Sekyere, riet jedoch dem „Dente Bosomfo“, Nkoranza keine militärische Hilfe zukommen zu lassen, aber Kwasi Gyantrubi war entschlossen zu kämpfen. Ihm war bewusst, dass die Aschanti die Konföderation in ihrer Gesamtheit angreifen würden, wenn sie die Nkoranza-Frage erfolgreich zu Ende gebracht hätten.
Der „Dente Bosomfo“ ließ daher an alle Mitglieder der Konföderation eine Botschaft ausgehen, in welcher er sie aufforderte, ihren Beitrag zu den Kriegsanstrengungen in Form von Truppen und Waffen zu liefern. Die Buëms befolgten Befehl nicht unmittelbar, aber das hatte andere Gründe, im Allgemeinen folgte man in den Staaten der Brong-Konföderation den Ruf zu den Waffen mit großem Enthusiasmus. Kwabena Kru, der König von Abease und Kwabena Asante, der König von Atebubu entsandten umgehend bewaffnete Truppen nach Nkoranza.
Der britische Gouverneur Griffith schien allerdings mit einer solch energischen Reaktion der Brong-Konföderation auf sein stillschweigendes Einverständnis hin nicht gerechnet zu haben und war sichtlich alarmiert über die Kriegsanstrengungen gegenüber dem Asantehene. Es war gerade mal ein Monat seit seinem Treffen mit dem „Dente Bosomfo“ vergangen, als er die ebenfalls unter seiner politischen Oberhoheit stehenden Kwahus aufforderte, sich nicht den Kratschis anzuschließen.
Kurze Zeit später ordnete der „Dente Bosomfo“ an, dass alle Straßen, welche von Asante nach Atebubu, Kratschi und Kwahu führten, geschlossen werden sollten. Man wollte damit einerseits einem aschantischen Überraschungsangriff vorbeugen und andererseits, geheime Verhandlungen pro-aschantischer Kräfte, die es überall gab, erschweren.

### Salaga scheidet aus
In Salaga kippte allerdings die Stimmung. Die Stadt lag seit der Schließung der Karawanenrouten nach Asante wirtschaftlich am Boden, lag doch ihr wirtschaftlicher Lebensnerv im Langdistanzhandel zwischen Asante bzw. der Küste und den Staaten am Niger. Die Stadt verarmte immer mehr, viele Händler zogen weg und proaschantische Tendenzen wurden immer lauter. Aschantische Propagandaaktionen, bei denen man unter den Salagas für Unterstützung beim bevorstehenden „Marsch auf Kratschi“ warb, fruchteten zunehmend. Die auferlegte Steuerlast, welche man an Kete-Kratschi abführen musste, trug ebenfalls nicht unerheblich zur allgemeinen Unzufriedenheit bei. Schließlich kam es 1892 zum Aufstand, der die bislang Regierenden, die der Brong-Konföderation positiv gegenüberstanden, und die meisten ihrer Unterstützer in die Flucht zwang.

## Der Brong-Aschanti-Krieg
Wann der erwartete Krieg zwischen Asante und Nkoanza und damit auch mit der Brong-Konföderation genau begann, ist nicht bekannt, wahrscheinlich geschah dies im Juli 1893. Obwohl die Stadt Nkoranza im Verlaufe der Kriegshandlungen von Aschantitruppen besetzt, geplündert und niedergebrannt wurde, gelang es den vereinigten Nkoranza-Brong-Streitkräften im August 1893, den Kumasi-Truppen eine empfindliche Niederlage zuzufügen. In Würdigung dieses, wenn auch nur vorläufigen Erfolges übersandte man dem „Dente Boromfo“, Kwasi Gyantrubi, zusätzlich einige Sklaven und etwas Gold, da man den Erfolg in erster Linie der Einflussnahme von „Dente“ zuschrieb. Allerdings war dies nur ein kleiner temporärer Erfolg, denn allein im Monat August 1893 fanden noch mindestens zwei größere Gefechte statt, in denen die Aschanti-Truppen die Oberhand behielten.
Nach der erhaltenen Siegesbotschaft rief der „Dente Bosomfo“ alle Könige und Häuptlinge der Brong-Konföderation zu einem gemeinsamen Treffen zusammen, um mit ihnen gemeinsam die weitere Vorgehensweise zu koordinieren. Das Treffen, an dem der nach Kratschi geflüchtete Nkoranzahene sowie die Häuptlinge von Yeji, Prang, Abease, Dwang und Bassa und auch der „Dente Bosomfo“ selbst teilnahmen, fand im Oktober 1893 bei Wiase in der Nähe von Atebubu statt.
Im November 1893 fällt die Aschanti-Armee schließlich in Atebubu ein. Kurze Zeit später war die durch Atebubu führende Handelsroute nach Salaga, welche bislang für aschantische Händler gesperrt gewesen war, für die Aschanti wieder frei zugänglich. In Salaga wurde die Wiedereröffnung der Handelsroute allgemein bejubelt.

## Britische Kolonialpolitik und das Ende der Konföderation
Bislang hatten es die Briten vermieden, in den Konflikt einzugreifen, da man unter allen Umständen einen militärischen Zusammenstoß mit den Aschanti-Streitkräften vermeiden wollte. Angesichts der Entwicklung schien jedoch eine direkte Konfrontation mit den Aschanti in Atebubu unausweichlich. Den Briten blieb keine andere Alternative als nun doch endlich aktiv zu werden, denn sollte die aschantische Armee in Atebubu den Sieg davontragen bei gleichzeitiger Untätigkeit der Briten, so hätte dies nicht nur den Protektoratsstatus für Atebubu beendet, sondern es hätte auch Signalwirkung auf andere Gebiete gehabt, die ebenfalls im Augenmerk britischer Interessen lagen. Gouverneur Griffith entschied sich daher, die britische Schutzherrschaft über Atebubu zu verteidigen und entsandte im November 1893 eine Truppe von 300 Haussa-Soldaten, ausgerüstet mit neuesten Maxim-Maschinengewehren, unter dem Kommando von „Inspector-General“ Scott nach Atebubu.
Gleichzeitig übermittelte das britische Gouvernement auch den übrigen Staaten der Brong-Konföderation, sofern sie nicht dem deutschen Interessengebiet zugehörig waren, das Angebot militärischer Hilfe im Falle einer aschantischen Bedrohung ihrer Existenz.
Der britische Aufmarsch in Atebubu ließ in Kumasi alle Alarmglocken läuten. Zu frisch waren noch die Erinnerungen an 1874 und so verwundert es nicht, dass Asantehene Agyeman Prempeh eiligst einen Brief an den britischen Gouverneur in Accra schrieb, in welchem er erklärte, dass es nicht seine Absicht sei, Atebubu anzugreifen, sondern dass er nur seine Armee ins Feld geschickt habe, um Nkoranza zu bestrafen. An seine Armee erging der Befehl zum Rückzug.
Trotz des Gouverneurs früherer Billigung der Kratschi-Hilfe für Atebubu wurde Kwasi Gyantrubi jetzt seitens der Briten aufgefordert, das britische Protektoratsgebiet von Atebubu zu verlassen und sich mit seiner Armee nach Kratschi zurückzuziehen. Der „Dente Bosomfo“ hielt es schließlich für geraten, seine ursprünglichen Pläne, welche auf eine militärische Unterstützung der rebellierenden Opposition in Nsuta und Mampong gezielt hatten, vorerst aufzugeben und dem Wunsch der Briten zu entsprechen. Er zog sich mit seinen Leuten nach Kratschi zurück.
Der britische Gouverneur sandte daraufhin ein Schreiben an den deutschen Landeshauptmann von Togo, Jesko von Puttkamer, in welchem er ihn aufforderte, „entsprechend seinem Beglaubigungsschreiben zu handeln“ und die Rechte des Dente-Priesters und damit auch dessen Autorität in der Art zu beschneiden, dass es effektiv die Liquidation der Brong-Konföderation bedeuten würde.
Politisch gesehen war mit dem Einschreiten der Briten eine Patt-Situation entstanden, denn keine der drei Seiten, Aschanti, Brong und auch die Briten, wagten weitere Schritte in Richtung der Verwirklichung ihrer Ziele, da sie dabei den völligen Verlust ihrer Machtpositionen riskieren würden. Um eine Entschärfung der Lage bemüht, entsandte der Asantehene eine Delegation unter der Leitung des „Okyeame“ (Chefsprecher des Asantehene), Kwaku Fukuo, nach London, um mit der britischen Regierung direkt über die Zukunft des Goldküstenhinterlandes zu verhandeln. Die Delegation, welche am 28. März 1895 in See stach, wurde jedoch nach ihrer Ankunft in London von der britischen Regierung nicht empfangen und musste ergebnislos zurückkehren. Die britische Antwort erfolgte am 23. September 1895, als Gouverneur Maxwell ein Ultimatum an den Asantehene überbringen ließ, in welchem er ihn aufforderte, einen ständigen britischen Residenten in Kumasi zuzulassen. Die Saat eines neuen Krieges war gelegt.
Der Appell des britischen Gouverneurs an die Vertreter der deutschen Regierung in Togo fruchtete, denn auch den Deutschen war der „Dente Bosomfo“ ein Dorn im Auge. Nachdem Kwasi Gyantrubi 1893 mit seiner Armee wieder aus Atebubu zurückgekehrt war, versuchte er seine bisherige aggressive Lokalpolitik fortzusetzen, besonders was die Handels- und Steuerpolitik anbelangte. Die Deutschen waren als offizielle Schutzmacht völlig von der Finanzkontrolle des Kratschie-Landes ausgenommen, was diese natürlich auf die Dauer nicht akzeptieren konnten. Hinzu kam die politische Macht, die der Dente-Priester als zentrale Figur einer quasi-unabhängigen Konföderation des Anti-Aschanti-Lagers immer noch besaß. Eine solche Konkurrenz konnte die deutsche Kolonialregierung auf keinen Fall tolerieren und so kam es, wie es kommen musste: Kwasi Gyantrubi wurde verhaftet und im November 1894 vor einem Erschießungskommando hingerichtet.
Mit dem Verlust ihrer schillerndsten Führungsfigur hörte die Brong-Konföderation praktisch auf zu existieren. Gemeinsam koordinierte Aktionen fanden in der Folgezeit nicht mehr statt und auch die Steuerabführung nach Kete-Kratschie wurde eingestellt.